# 丹波市教育委員会
丹波市教育委員会（たんばしきょういくいいんかい）は、兵庫県丹波市山南町谷川1110番地丹波市役所山南支所2階に拠点を置く、丹波市の組織。丹波市内の教育に関連した調査などを行う行政委員会である。

## 概要
教育委員会事務局内に教育部（教育総務課・学校教育課・学事課・子育て支援課・文化財課）が置かれている。